# Martin Johansson (patinage de vitesse)
Pour les articles homonymes, voir Martin Johansson.
Martin Johansson, né le 26 février 1973 à Malmö, est un patineur de vitesse sur piste courte suédois.

## Biographie
Aux épreuves de patinage de vitesse sur piste courte aux Jeux olympiques de 1994, il s'arrête en demi-finale du 500 mètres.